# M/F Isefjord
M/F Isefjord är en dansk bil- och personfärja, som trafikerar rutten mellan Hundested och Rørvig över Isefjordens mynning på nordvästra Själland.
Färjan levererades 2013 från Western Marine Shipyard Ltd, Chittagong i Bangladesh.

## Bildgalleri

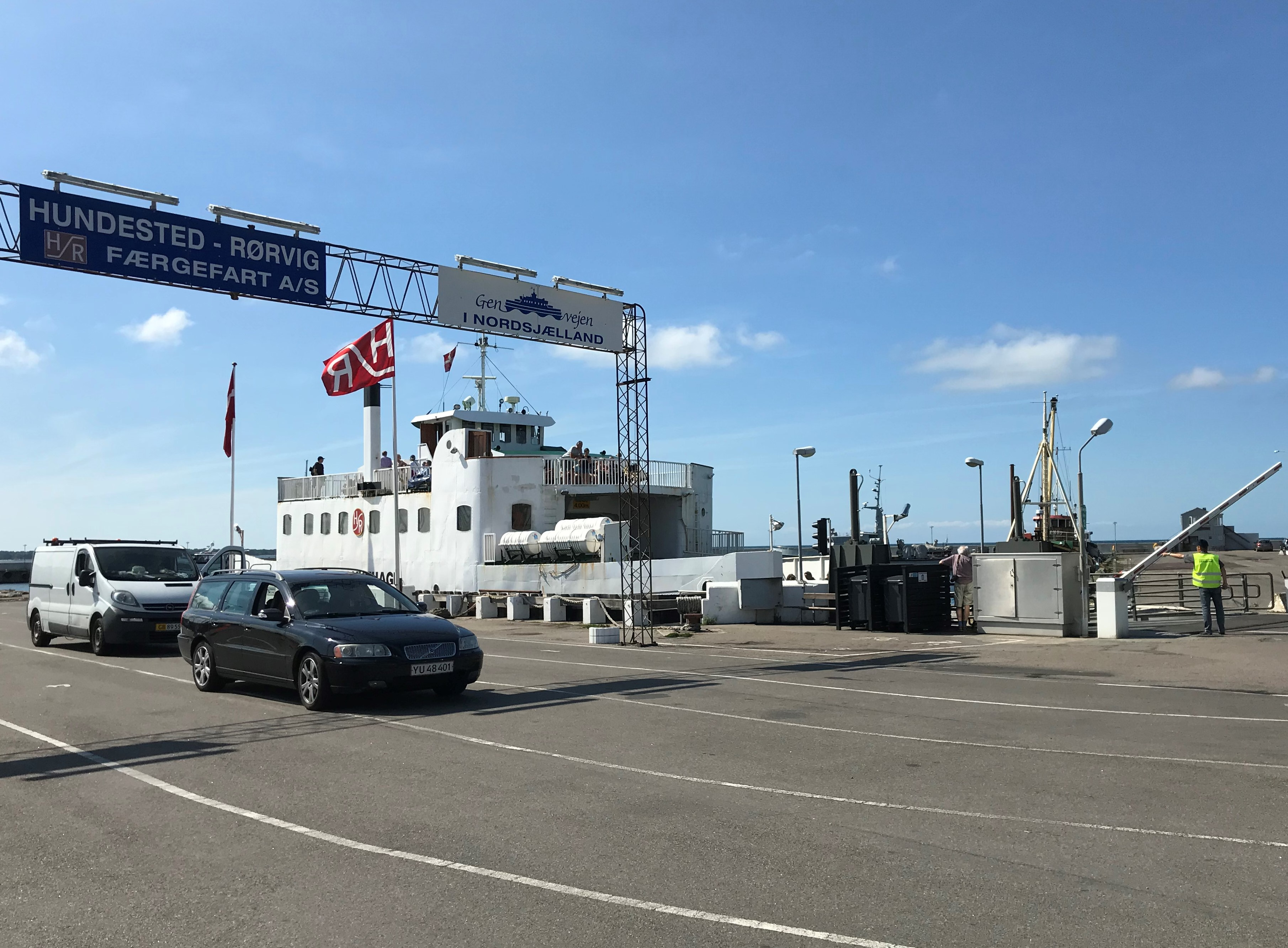
Färjeläget i Hundested
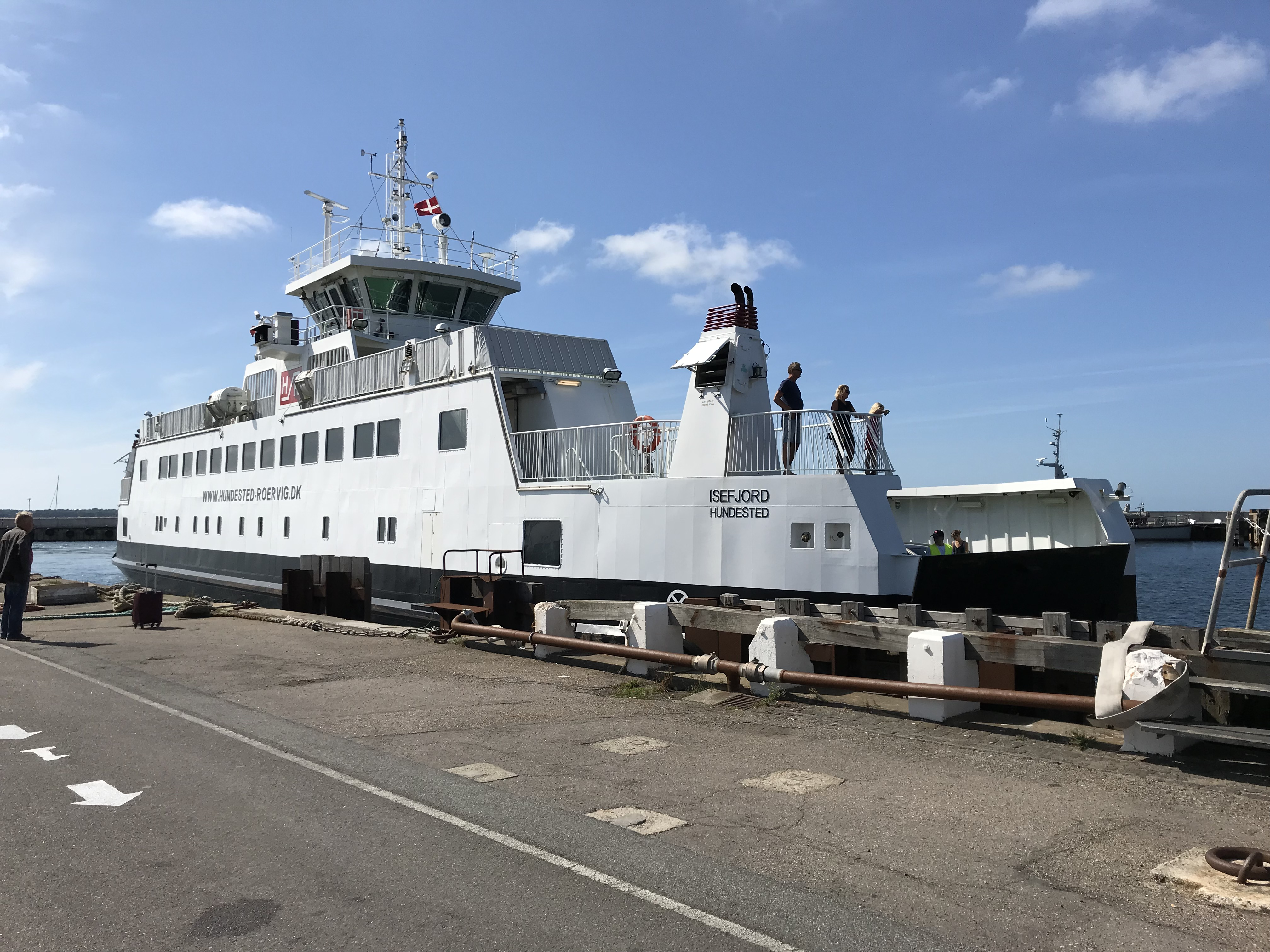
M/F Isefjord vid färjeläget i Hundested
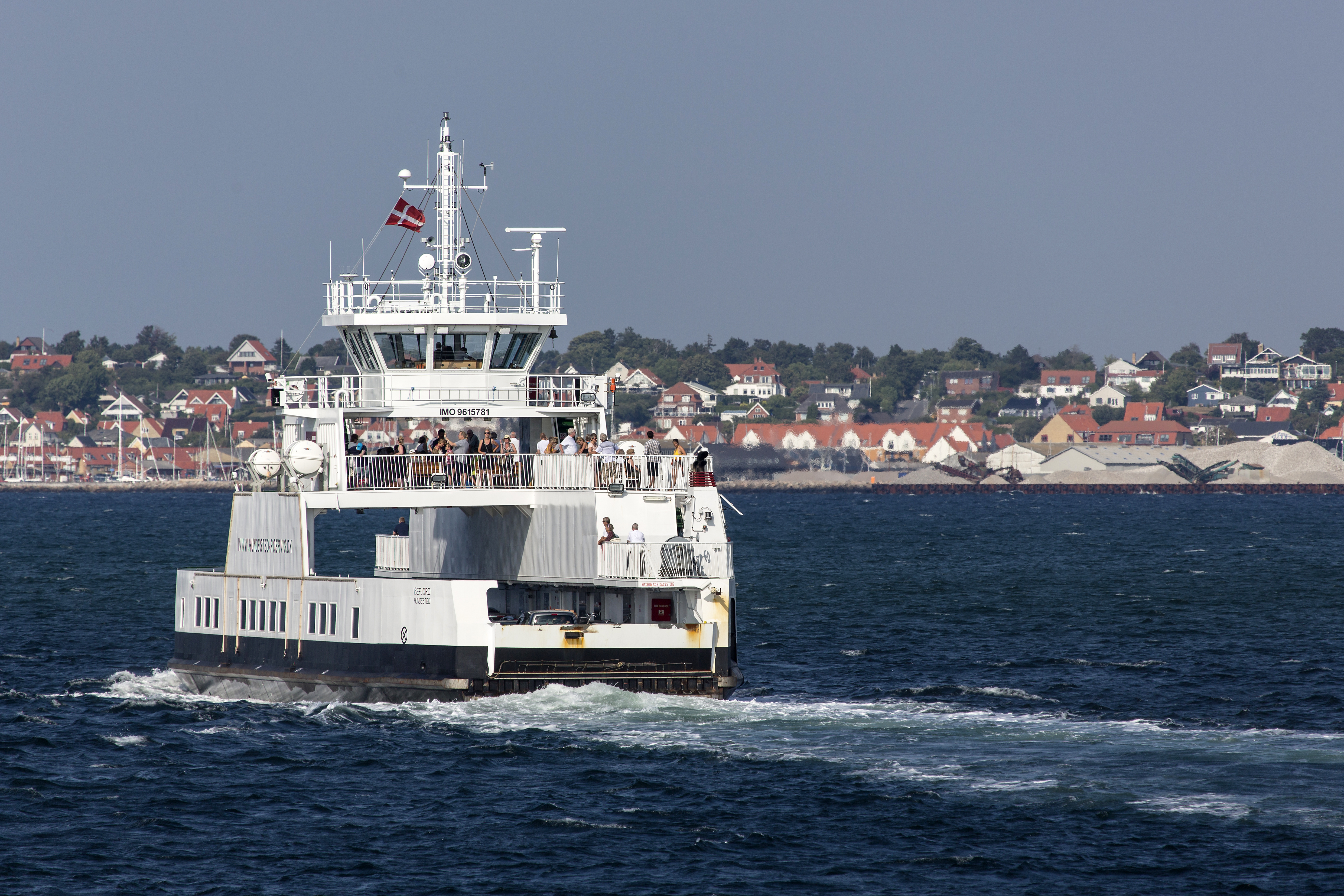
M/F Isefjord